# Курган 1-й
Курган 1-й — село в Ртищевском районе Саратовской области в составе Урусовского муниципального образования.

## География
Находится на левом берегу реки Хопёр на расстоянии примерно 14 километров по прямой на северо-запад от районного центра города Ртищево. 

## История
Официальная дата основания 1721 год .

## Население
Постоянное население составило 185 человек (русские 95%) в 2002 году, 184 в 2010.